# Lysinia
Lysinia (łac. Lysiniensis) – stolica historycznej diecezji we Cesarstwie rzymskim w prowincji Pamfilia, sufragania metropolii Perge, współcześnie w Turcji. Obecnie katolickie biskupstwo tytularne. W latach 1999–2014 biskupem Lisinii był ówczesny biskup pomocniczy warszawski Tadeusz Pikus.

## Biskupi tytularni
| Lp. | Biskup                              | Funkcja                                          | Od                   | Do                  |  |
| --- | ----------------------------------- | ------------------------------------------------ | -------------------- | ------------------- |  |
| 1   | José Márquez y Tóriz                | biskup pomocniczy Puebla de los Angeles (Meksyk) | 26 maja 1934         | 17 listopada 1934   |  |
| 2   | Raymond Kearney                     | biskup pomocniczy Brooklynu (USA)                | 22 grudnia 1934      | 1 października 1956 |  |
| 3   | Nicanor Aguirre Baus                | biskup senior Loi (Ekwador)                      | 10 października 1956 | 13 sierpnia 1977    |  |
| 4   | Conrado Walter SAC                  | biskup pomocniczy Jacarezinho (Brazylia)         | 1 grudnia 1977       | 26 listopada 1984   |  |
| 5   | Murilo Krieger SCJ                  | biskup pomocniczy Florianópolis (Brazylia)       | 16 lutego 1985       | 8 maja 1991         |  |
| 6   | José Antônio Aparecido Tosi Marques | biskup pomocniczy Salvadoru (Brazylia)           | 10 lipca 1991        | 13 stycznia 1999    |  |
| 7   | Tadeusz Pikus                       | biskup pomocniczy warszawski                     | 24 kwietnia 1999     | 29 marca 2014       |  |
| 8   | Theodore Mascarenhas                | biskup pomocniczy Ranchi (Indie)                 | 9 lipca 2014         | 30 listopada 2023   |  |
| 9   | Justin Madathiparambil              | biskup pomocniczy Vijayapuram (Indie)            | 13 stycznia 2024     |                     |  |